# ホルヘ・カラスカル
ホルヘ・アンドレス・カラスカル・グアルド（Jorge Andrés Carrascal Guardo, 1998年5月25日 - ）は、コロンビア・ボリーバル県カルタヘナ出身のサッカー選手。CSKAモスクワ所属。ポジションはMF。

## クラブ経歴
2014年にミジョナリオスFCのトップチームに昇格。11月9日のデポルテス・トリマ戦でプロデビュー。2016年5月にセビージャFCと2年契約を締結。2016-17シーズンは傘下のセビージャ・アトレティコに配属。
2017年7月12日、ウクライナ・プレミアリーグのFCカルパティ・リヴィウへのローン移籍が決定。9月10日のNKヴェレス・リウネ戦でプロ初ゴールを記録。2017-18シーズンは22試合6ゴールを記録。同シーズン終了後に完全移籍が決定し、翌2018-19シーズンもリーグ戦16試合に出場していたが、2019年1月30日にCAリーベル・プレートに移籍。2021年1月6日のコパ・リベルタドーレス2020準決勝のSEパルメイラス戦の1stレグでは、0-2でむかえた後半15分に一発退場処分を喫してしまい、本拠地で0-3で敗戦。結局準決勝敗退となってしまった。
2022年2月18日、CSKAモスクワへ買取オプション付きのシーズン終了までのローン移籍。2022年5月22日に買取オプションが行使され、2026年までの契約を結んだ。

## 代表歴
2015年にパラグアイで開催された南米U-17選手権に、U-17コロンビア代表で出場。2020年には自国開催のCONMEBOLプレオリンピック大会に、U-23代表で出場。大会では7試合3ゴールを決めるも、決勝リーグで4位に終わり、東京オリンピック出場はならなかった。

## 人物
- 2020年4月、元イタリア代表のアントニオ・カッサーノに、｢新たな名手となる｣と絶賛された[6]。